# Franz-Xaver-Kapelle (Unterammergau)

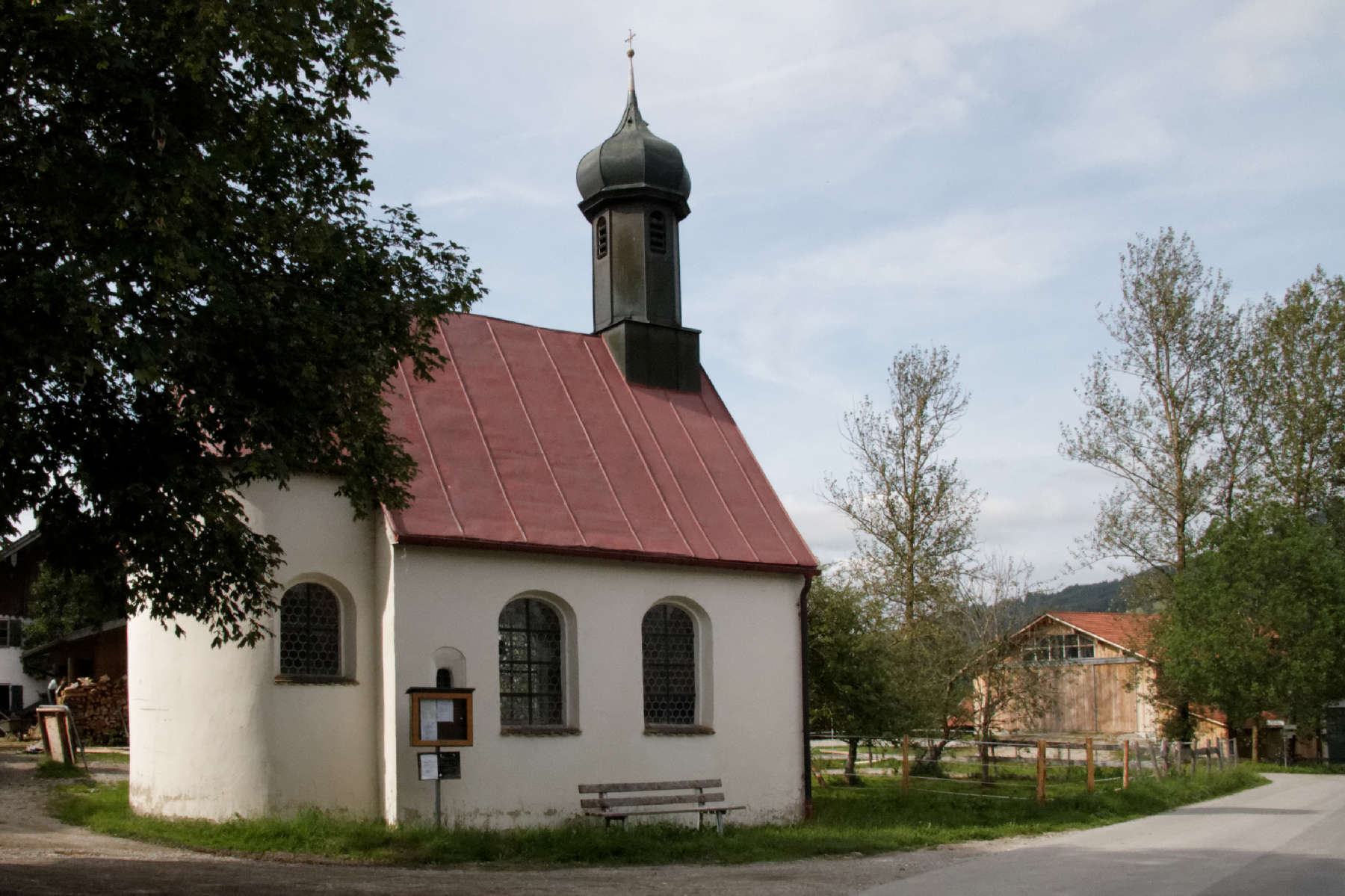
Franz-Xaver-Kapelle in der Scherenau

Die römisch-katholische Franz-Xaver-Kapelle in der Scherenau, einem Ortsteil der oberbayerischen Gemeinde Unterammergau. Die Kapelle ist dem heiligen Franz Xaver geweiht. Das Kirchengebäude ist als Baudenkmal in die Bayerische Denkmalliste eingetragen.

## Lage
Die Kapelle steht in der Ortsmitte von Scherenau an der Stelle, an der die von Unterammergau kommende Straße eine Kurve nach Westen zur Ammer hin macht. Die Hauptachse verläuft ungefähr in Ost-West-Richtung mit einer Abweichung von circa 20° gegen den Uhrzeigersinn.

## Geschichte
Die Kapelle wurde in der Mitte des 18. Jahrhunderts errichtet, der Dachreiter trägt die Jahreszahl 1752. 1983 wurde die Kapelle saniert und renoviert.

## Äußeres
Die Kapelle besteht aus einem Langhaus mit einem im Westen angegliederten kleinen Chor mit Apsis. An der Nord- und Südseite hat das Langhaus je zwei Rundbogenfenster mit Butzenscheiben, der Chor je eines. Langhaus und Chor tragen ein gemeinsames Satteldach, an dessen Ostende ein Dachreiter mit Zwiebelhelm sitzt.

## Inneres
Das Langhaus hatte eine verputzte Flachdecke, das ursprüngliche Deckenfresko von Franz Seraph Zwinck ist nicht mehr erhalten. Der Altar zeigt ein Bild des Todes des heiligen Franz Xaver. Zur Einrichtung gehören weiter eine Kopie des gegeißelten Heilands der Wieskirche aus dem 18. Jahrhundert, eine Lourdesgrotte, Figuren der Heiligen Sebastian und Leonhard, ein Kreuzweg und fünf von Franz Seraph Zwinck bemalte Holztafeln mit den Geheimnissen des Schmerzhaften Rosenkranzes.
In dem Dachreiter hängen zwei Glocken aus Bronze. Die kleinere Glocke wiegt ca. 50 kg und wurde 1796 in Innsbruck gegossen, die größere Glocke wiegt ca. 90 kg und wurde 1799 in München gegossen.